# Edward Calvin Kendall
Edward Calvin Kendall (ur. 8 marca 1886 w Norwalk, Connecticut, zm. 4 maja 1972 w Princeton, New Jersey) – amerykański biochemik, profesor w Mayo Clinic Minnesota University, laureat Nagrody Nobla.
W latach 1914–1915 wyodrębnił tyroksynę i wykrystalizował glutation. Około 1937 roku wyizolował kortyzon. W 1948 roku opracował metodę syntezy kortyzonu i opisał jego przydatność terapeutyczną w leczeniu gośćca. W 1950 roku, za badanie syntezy i zastosowań klinicznych hormonów nadnerczy, otrzymał nagrodę Nobla (wraz z T. Reichsteinem i Ph. Sh. Henchem).